# Akubi Girl
Akubi Girl (よばれてとびでて!アクビちゃん?, Yobarete Tobidete! Akubi-chan) è un anime giapponese del 2001 della Tatsunoko Production composto da 26 episodi e trasmesso su Kids Station, spin-off della serie Il mago pancione Etcì del 1969. In Italia è trasmesso sul canale a pagamento Hiro dal 29 novembre 2009, e in chiaro su Italia 1 dal 20 febbraio 2010.
Successivamente è stato trasmesso su Hiro anche la serie successiva del 2006: Akubi Girl (アクビガール?, Akubi Gaaru) composta da 26 episodi della durata di 2 minuti e mezzo ciascuno. In Italia l'intera serie è stata raccolta in 3 episodi da 23 minuti circa e trasmessa su Hiro durante le feste natalizie del 2009.

## Trama
Le protagoniste della prima serie sono Koron Nemuta, una bambina di 11 anni che frequenta la quinta elementare e Akubi, una bambina-genietto di 1010 anni che abita in un vaso, pronta a venirne fuori per magia quando qualcuno nelle vicinanze sbadiglia. Ed è proprio così che le due bambine si incontrano: Koron ritrova casualmente l'ampolla e sbadiglia, come fa di solito quando è incerta o imbarazzata, facendo comparire il genietto Akubi, munita di tamburello, che da quel momento diventerà grande amica della bambina-padroncina, sempre pronta ad esaudire ogni suo desiderio.
In realtà Akubi è la figlia di Etcì, il mago protagonista della serie Il mago pancione Etcì e come il padre è una vera e propria combina guai, ma si riscatta sempre con il suo animo gentile, sempre pronto ad aiutare le persone in difficoltà.
Le protagoniste della seconda serie sono Lulù, una bambina di 11 anni e Akubi. Gli episodi sono incentrati sulle magie che fa Akubi per accontentare ogni capriccio della sua padrona.

## Sigla
La sigla italiana Akubi Girl,scritta da Alessandra Valeri Manera, Max Longhi e Giorgio Vanni e composta da Max Longhi e Giorgio Vanni per RTI S.p.A., è cantata da Cristina D'Avena.
La videosigla usata per la serie del 2001 è una serie di immagini prese dagli episodi mixate a quelle prese dalla sigla originale, in chiusura la stessa cosa, ma con i crediti italiani posizionati sulla destra.
Per la videosigla della serie del 2006 si sono utilizzate le immagini della sigla originale (con tanto di crediti giapponesi e karaoke in sovrimpressione) sul brano della sigla italiana.

## Doppiaggio
| Personaggio     | Doppiatore originale | Doppiatore italiano  |
| --------------- | -------------------- | -------------------- |
| Akubi           | Asuka Tanii          | Serena Clerici       |
| Koron Nemuta    | Sakura Nogawa        | Elisabetta Spinelli  |
| Genio           | Tōru Ōhira           | Mario Scarabelli     |
| Utsura Nemuta   | Mayumi Yanagisawa    | Alessandra Karpoff   |
| Masayume Nemuta | Keiichiro Yamamoto   | Gianluca Iacono      |
| Tekuno          | Keiichiro Yamamoto   | Massimo Di Benedetto |
| Tecno Bull      | Eiji Itō             | Luca Sandri          |
| Mako            | Kaori Kurita         | Graziella Porta      |
| Karen Ojyou     | Miho Saotome         | Debora Magnaghi      |
| Yosha Iine      | Yumiko Kobayashi     | Renato Novara        |
| Mago Pancione   | Tōru Ōhira           | Riccardo Peroni      |
| Lulù            |                      | Jolanda Granato      |
| Hitoshi         |                      | Benedetta Ponticelli |

## Episodi

### Prima serie
| Nº | Titolo italiano Giapponese 「Kanji」 - Rōmaji                                                         | In onda          | In onda          |
| Nº | Titolo italiano Giapponese 「Kanji」 - Rōmaji                                                         | Giapponese       | Italiano         |
| 1  | Nuova vita per Koron 「よばれてとびでて パンプリリン!」 - Yobarete tobide panpuririn!                 | 11 dicembre 2001 | 29 novembre 2009 |
| 2  | La verità su Babbo Natale 「アクビのクリスマスナイト」 - Akubi no kurisumasu naito                    | 18 dicembre 2001 | 30 novembre 2009 |
| 3  | Akubi vuole andare a scuola 「ころんのいちばん長い日」 - Koron no ichiban nagai hi                    | 25 dicembre 2001 | 1º dicembre 2009 |
| 4  | Chi ha rubato il cuore di Koron 「スーパーロボット?テクノブル」 - Suupaa robotto? Tekunoburu          | 26 dicembre 2001 | 2 dicembre 2009  |
| 5  | Scambio di identità 「アクビがころんで、ころんがアクビ!?」 - Akubi ga Koron de Koron ga Akubi!?       | 27 dicembre 2001 | 3 dicembre 2009  |
| 6  | Segreti 「ひみつのエリカ」 - Himitsu no Erika                                                         | 28 dicembre 2001 | 4 dicembre 2009  |
| 7  | Ospiti insistenti a casa Nemuta 「ころんとアクビとやましい奴ら」 - Koron to Akubi to yamashii yatsura | 29 dicembre 2001 | 5 dicembre 2009  |
| 8  | Il compleanno di Akubi 「アクビの誕生日」 - Akubi no tanjoubi                                         | 30 dicembre 2001 | 6 dicembre 2009  |
| 9  | Il litigio 「アクビちゃんなんか大嫌い」 - Akubi-chan nanka daikirai                                   | 31 dicembre 2001 | 7 dicembre 2009  |
| 10 | Una giornata da Star 「テレビスターの悲劇?」 - Terebi sutar no higeki?                                | 2 gennaio 2002   | 8 dicembre 2009  |
| 11 | Un nuovo padroncino per Akubi 「い・け・な・い アクビマジック」 - Ikenai Akubi magikku                | 3 gennaio 2002   | 9 dicembre 2009  |
| 12 | Una padroncina senza desideri 「お願いのないご主人様」 - Onegai no nai Goshujin-sama                  | 4 gennaio 2002   | 10 dicembre 2009 |
| 13 | Alla ricerca della bottiglia perduta 「おかえりなさい ころんちゃん」 - Okaerinasai Koron-chan         | 5 gennaio 2002   | 11 dicembre 2009 |
| 14 | Lo scoop del giorno 「白馬の王子を追いかけろ」 - Hakuba no ouji wo oikakero                           | 6 gennaio 2002   | 12 dicembre 2009 |
| 15 | Un genio in fuga 「オトたまが来ちゃった!」 - Oto tama ga kichatta!                                    | 8 gennaio 2002   | 13 dicembre 2009 |
| 16 | Un mistero da risolvere 「エリカふたたび」 - Erika futatabi                                           | 15 gennaio 2002  | 14 dicembre 2009 |
| 17 | Un avversario per Techno Bull 「がんばれ!ブル公」 - Ganbare! Buru ouyake                              | 22 gennaio 2002  | 15 dicembre 2009 |
| 18 | La crisi di mamma e papà 「パパとママの危機」 - Papa to mama no kiki                                  | 29 gennaio 2002  | 16 dicembre 2009 |
| 19 | Grandi rinunce 「ふたりのモンモン」 - Futari no monmon                                                | 5 febbraio 2002  | 17 dicembre 2009 |
| 20 | Una vacanza emozionante 「カレンのカレーな夏休み」 - Karen no kareina natsu yasumi                    | 12 febbraio 2002 | 18 dicembre 2009 |
| 21 | Yoshia e la ragazza misteriosa 「よしあの恋のメロディ」 - Yoshia no koi no merodi                     | 19 febbraio 2002 | 19 dicembre 2009 |
| 22 | Il pupazzo di Koron prende vita 「ちっちゃなブタ子ちゃん」 - Chicchana Butako-chan                    | 26 febbraio 2002 | 20 dicembre 2009 |
| 23 | La signora dei gatti 「おばけやしきのネコばあさん」 - Obake yashiki no neko baasan                    | 5 marzo 2002     | 21 dicembre 2009 |
| 24 | Una piccola peste in casa 「アクビの子守歌」 - Akubi no komorika                                      | 12 marzo 2002    | 22 dicembre 2009 |
| 25 | Un'incomprensione in famiglia 「ママ、大好き!!」 - Mama daisuki!!                                     | 19 marzo 2002    | 23 dicembre 2009 |
| 26 | Le regole dei geni 「魔人のおきて」 - Majin no okite                                                  | 26 marzo 2002    | 24 dicembre 2009 |

### Seconda serie
| Nº | Titolo italiano Giapponese 「Kanji」 - Rōmaji                                                     | In onda           | In onda          |
| Nº | Titolo italiano Giapponese 「Kanji」 - Rōmaji                                                     | Giapponese        | Italiano         |
| 1  | La calamita dell'amore 「でまして、来まして、アクビちゃん！」 - Demashite, kimashite, Akubi-chan! | 2 aprile 2006     | 25 dicembre 2009 |
| 2  | Lulù ha la febbre 「お熱なんて大キライ！」 - O netsu nante dai kirai!                             | 9 aprile 2006     | 25 dicembre 2009 |
| 3  | La nuvola di zucchero filato 「お菓子に愛をこめて！」 - Okashi ni ai o kome te!                   | 16 aprile 2006    | 25 dicembre 2009 |
| 4  | Disegni magici 「絵がうまくなりた～い！」 - e ga umaku narita ~i!                                 | 23 aprile 2006    | 25 dicembre 2009 |
| 5  | Sui pattini, mano nella mano 「手をつなぎたいの！」 - Te o tsunagi tai no!                        | 30 aprile 2006    | 25 dicembre 2009 |
| 6  | Una camera in disordine 「お星さま☆お願い！」 - O Hoshi-sama ☆ onegai!                            | 7 maggio 2006     | 25 dicembre 2009 |
| 7  | Il diario dei desideri 「ダイエット！ファイト！」 - Daietto! Faito!                               | 14 maggio 2006    | 25 dicembre 2009 |
| 8  | Stelle cadenti e desideri 「お片づけしなくちゃ！」 - O katadzuke shinakucha!                      | 21 maggio 2006    | 25 dicembre 2009 |
| 9  | A dieta per un giorno 「るるちゃんのラブ♥ラブ日記」 - Ruru-chan no rabu ♥ rabu nikki              | 28 maggio 2006    | 25 dicembre 2009 |
| 10 | Modella per un giorno 「るるちゃん華麗に変身する！」 - Ruru-chan karei ni henshin suru!           | 4 giugno 2006     | 26 dicembre 2009 |
| 11 | Un fiore innamorato 「お花でハートをつたえちゃおー！」 - Ohana de hāto o tsutaecha o ̄ !           | 11 giugno 2006    | 26 dicembre 2009 |
| 12 | Fioretto 「恋のおまじないはシー！」 - Koi no omajinai wa shī!                                     | 18 giugno 2006    | 26 dicembre 2009 |
| 13 | La casa stregata 「お化け屋敷でキャー！」 - Obakeyashi de kyā!                                    | 25 giugno 2006    | 26 dicembre 2009 |
| 14 | Concerto notturno 「眠らないんだもん！」 - Nemuranai nda mon!                                     | 2 luglio 2006     | 26 dicembre 2009 |
| 15 | La fretta è cattiva consigliera 「かわいいお花育てましょ！」 - Kawaii o hana sodate masho!        | 9 luglio 2006     | 26 dicembre 2009 |
| 16 | Il maialino rosa 「当たって！ラッキーピッグ！」 - Atatte! Rakkī piggu!                            | 16 luglio 2006    | 26 dicembre 2009 |
| 17 | L'audizione 「主役はわ・た・し！」 - Shuyaku wa watashi!                                          | 23 luglio 2006    | 26 dicembre 2009 |
| 18 | Una giornata da gatta 「ネコになりたいの！」 - Neko ni nari tai no!                               | 30 luglio 2006    | 27 dicembre 2009 |
| 19 | Vietato ridere 「スマイルは禁止?!」 - Sumairu wa kinshi?!                                         | 6 agosto 2006     | 27 dicembre 2009 |
| 20 | I dolci di Lulù 「スイーツ♥ハッスル！」 - Suiitsu ♥ hassuru!                                      | 13 agosto 2006    | 27 dicembre 2009 |
| 21 | Un fumetto originale 「スーパーヒロインになっちゃった！」 - Sūpāhiroin ni natchatta!              | 26 agosto 2006    | 27 dicembre 2009 |
| 22 | Il filtro d'amore 「魔法の惚れクスリ！」 - Mahoo no hore kusuri!                                  | 2 settembre 2006  | 27 dicembre 2009 |
| 23 | Akubi cambia padroncino 「ご主人たまはいとしたま！」 - Go shujin tama wa itoshi tama!             | 9 settembre 2006  | 27 dicembre 2009 |
| 24 | Legami d'amore 「ラブラブ♥パニック！」 - Raburabu ♥ panikku!                                      | 16 settembre 2006 | 27 dicembre 2009 |
| 25 | Una scena romantica 「よくばりロマンチック♥」 - Yokubari romanchikku ♥                            | 23 settembre 2006 | 27 dicembre 2009 |
| 26 | Il paese delle magie 「魔法の国につれて行って！」 - Mahō no kuni ni tsurete itte!                 | 30 settembre 2006 | 27 dicembre 2009 |